# Associazione Sportiva Dilettantistica Società Sportiva Rende 2016-2017
Questa voce raccoglie le informazioni riguardanti l'Associazione Sportiva Dilettantistica Società Sportiva Rende nelle competizioni ufficiali della stagione 2016-2017.

## Divise e sponsor
Lo sponsor tecnico per la stagione 2016-2017 è Erreà, mentre lo sponsor ufficiale è Calabra Maceri e Servizi S.p.A.
Nella prima parte della stagione furono utilizzati i completi della stagione precedente marchiati Onze.
| Casa | Trasferta | Terza divisa |

## Organigramma societario

### Area direttiva
Dal sito ufficiale della società:
- Presidente: Fabio Coscarella
- Vice presidente: Attilio Pellegrino
- Direttore generale: Giovanni Ciardullo
- Segretario generale: Roberto Pecori
- Responsabile comunicazione e stampa: Francesco Pirillo

### Area tecnica
Dal sito ufficiale della società:
- Allenatore prima squadra: Bruno Trocini
- Allenatore in seconda: Antonio Pellegrino
- Allenatore dei portieri: Alessandro Greco
- Preparatore atletico: Prof Michele Bruni
- Collaboratore tecnico: Francesco De Vincenti
- Responsabile Area Tecnica: Giovanbattista Martino
- Magazziniere: Natale Giudice
- Responsabile struttura "Marco Lorenzon": Antonio Dodaro
- Responsabile sicurezza: Tullio Mazzuca

### Area sanitaria
- Riferimento diagnostico: Studio Radiologico Federico
- Fiosioterapista: Riccardo Ciatti

## Rosa
Dal sito ufficiale della società:
| N. |                   | Ruolo | Calciatore               |
| -- | ----------------- | ----- | ------------------------ |
|    | Italia (bandiera) | P     | Gianluca Falcone         |
|    | Italia (bandiera) | P     | Fabio Spano              |
|    | Italia (bandiera) | D     | Pasquale Matteo Pugliese |
|    | Italia (bandiera) | D     | Mattia Sanzone           |
|    | Italia (bandiera) | D     | Antonio Crispino         |
|    | Italia (bandiera) | D     | Paride Marchio           |
|    | Italia (bandiera) | D     | Giuseppe Formosa         |
|    | Italia (bandiera) | D     | Francesco Modesto        |
|    | Italia (bandiera) | D     | Alessandro Manes         |
|    | Italia (bandiera) | D     | Orlando Viteritti        |
|    | Italia (bandiera) | C     | Gianmarco Caligiuri      |
|    | Italia (bandiera) | C     | Giuseppe Piromallo       |

| N. |                      | Ruolo | Calciatore                    |
| -- | -------------------- | ----- | ----------------------------- |
|    | Italia (bandiera)    | C     | Gaetano Falbo                 |
|    | Italia (bandiera)    | C     | Davide Faraco                 |
|    | Italia (bandiera)    | C     | Giuseppe Benincasa            |
|    | Italia (bandiera)    | C     | Alessandro Godano             |
|    | Italia (bandiera)    | C     | Adriano Fiore                 |
|    | Italia (bandiera)    | C     | Marco De Marco                |
|    | Italia (bandiera)    | C     | Denny Gigliotti               |
|    | Italia (bandiera)    | C     | Matteo Boscaglia              |
|    | Italia (bandiera)    | A     | Valentino Azzinnaro           |
|    | Italia (bandiera)    | A     | Francesco Vivacqua            |
|    | Brasile (bandiera)   | A     | Michel Ferreira               |
|    | Argentina (bandiera) | A     | Gustavo Emanuel Actis Goretta |

## Risultati

### Serie D

#### Play-off
| Arbitro: | Dell'Olio (Molfetta) |

|                                 |           |                  |
| Actis Goretta 39’ Gigliotti 76’ | Marcatori | Manes 42’ (Aut.) |

| Arbitro: | Donda (Cormons) |

|                                  |           |              |
| Gigliotti 9’ Ferreira 92’ (Rig.) | Marcatori | 17’ Bellante |